# Carolee Schneemann
Carolee Schneemann, född 12 oktober 1939 i Fox Chase i Philadelphia i Pennsylvania, död 6 mars 2019 i New Paltz i Ulster County i New York, var en amerikansk konstnär och författare. 
Schneemann är vid sidan av Yves Klein, Yayoi Kusama, Charlotte Moorman och Yoko Ono en av pionjärerna inom performancekonst, som ofta fick stor uppmärksamhet inte minst på grund av sitt banbrytande förhållningssätt till kroppslighet, nakenhet och sexualitet. Schneemanns verk Interior Scroll, år 1975 har blivit mycket uppmärksammat. Hennes arbeten är i huvudsak inriktade på utforskning av visuella traditioner, tabuföreställningar, kropp och kroppslighet och människans förhållande till sin sociala verklighet. Utifrån den egna kroppen utforskar hon ofta sexualitet och personliga erfarenheter. I sin konst använder hon sig av performance, film och video. 
Först på 1990-talet började Schneemanns arbete bli erkänt på nationell nivå som viktiga verk i den feministiska konsten. Den första betydande utställningen av hennes arbete hölls 1996. Hennes konst har ställts ut på Los Angeles Museum of Contemporary Art, New York Museum of Modern Art och London National Film Theatre.
Schneemann har en Bachelor of Arts från Bard College och en Master of Fine Arts från Illinois University. Hon har undervisat vid flera amerikanska universitet, bland annat California Institute of the Arts, School of the Art Institute of Chicago och Hunter College. På Rutgers University blev hon den första kvinnliga professorn i konst. Hon har publicerat flera studier om Cézanne.
År 2017 förärades hon Venedigbiennalens guldlejon för livsverk.
Carolee Schneemann finns representerad vid bland annat Museum of Modern Art, Moderna museet, British Museum, Victoria and Albert Museum, Metropolitan Museum, Tate Modern och San Francisco Museum of Modern Art och Smithsonian American Art Museum.